# Jorge Pérez (Eishockeyspieler)
Jorge Pérez (* 14. Juli 1998 in Mexiko-Stadt) ist ein mexikanischer Eishockeyspieler, der seit 2017 bei den Mayan Astronomers in der mexikanischen Eishockeyliga spielt.

## Karriere
Jorge Pérez begann seine Karriere als Eishockeyspieler bei San Jeronimo. Von 2013 bis 2016 wurde er in der Banff Hockey Academy und der The Hill Academy in Kanada ausgebildet. In der Spielzeit 2016/17 spielte er für die Rayside-Balfour Canadians in der Northern Ontario Junior Hockey League. Anschließend kehrte er nach Mexiko zurück und spielt seither für die Mayan Astronomers, deren Mannschaftskapitän er auch ist.

### International
Im Juniorenbereich stand Pérez für die mexikanische U18-Auswahl bei den U18-Weltmeisterschaften 2014, 2015 und 2016 in der Division III sowie mit der U20-Auswahl bei den Weltmeisterschaften der Division III 2014, 2015 und 2016 und der Division II 2017 und 2018 auf dem Eis. Dabei wurde er bei den U20-Titelkämpfen 2016 und 2017 jeweils zum besten Spieler seiner Mannschaft gewählt.
Sein Debüt in der Herren-Nationalmannschaft gab Pérez als 17-Jähriger im November 2015 bei der Vorqualifikation für die Olympischen Winterspiele in Pyeongchang 2018. Später nahm er an den Weltmeisterschaften der Division II 2016, 2017, 2018 und 2019, als er zum besten Spieler seiner Mannschaft gewählt wurde, teil. Zudem vertrat er seine Farben bei den pan-amerikanischen Eishockeyturnieren 2015 und 2017. Dabei konnte er mit den Mexikanern 2017 das Turnier gewinnen und 2015 Platz zwei hinter Kolumbien belegen. Zudem vertrat er seine Farben bei der Olympiaqualifikation für die Winterspiele in Peking 2022.

## Erfolge und Auszeichnungen
- 2016 Aufstieg in die Division II, Gruppe B, bei der U20-Weltmeisterschaft der Division III
- 2017 Gewinn des pan-amerikanischen Eishockeyturniers